# Liste der Monuments historiques in Avignon
Die Liste der Monuments historiques in Avignon führt alle 160 Monuments historiques in der französischen Stadt Avignon auf.

## Sakralbauten

### Kirchen
| Bezeichnung | Beschreibung | Standort                      | Kennzeichnung | Schutzstatus   | Datum     | Bild |
| --- | ------------ | ----------------------------- | ------------- | -------------- | --------- | ---- |
| Cölestinerkirche Kirche, Kapelle, Kreuzgang, Galerie, Kirchenschiff, Portal, Gewölbe, Fassade, Innendekoration |              | Place des Corps-Saints (Lage) | PA00081826    | Classé         | 1914      |      |
| Kathedrale von Avignon                                                                                         |              | Place du Palais (Lage)        | PA00081814    | Classé         | 1840      |      |
| Kirche von Montfavet Turm                                                                                      |              | Montfavet (Lage)              | PA00081830    | Classé         | 1908      |      |
| Notre-Dame-la-Principale                                                                                       |              | 21 place Principale (Lage)    | PA00125729    | Inscrit        | 1993      |      |
| St-Joseph-Travailleur                                                                                          |              | Rue Étienne-Martelange (Lage) | PA00125728    | Inscrit        | 1993      |      |
| St-Martial protestantische Kirche                                                                              |              | 4 rue Henri-Fabre (Lage)      | PA00081833    | Classé         | 1911      |      |
| St-Symphorien-les-Carmes Kirche, Kreuzgang, Kirchenschiff                                                      |              | Place des Carmes (Lage)       | PA00081825    | Classé Inscrit | 1928 1932 |      |

### Klöster
| Bezeichnung                                                                   | Beschreibung | Standort                             | Kennzeichnung | Schutzstatus   | Datum     | Bild |
| ----------------------------------------------------------------------------- | ------------ | ------------------------------------ | ------------- | -------------- | --------- | ---- |
| Abtei Saint-Ruf                                                               |              | 1841 avenue Moulin-Notre-Dame (Lage) | PA00081811    | Classé         | 1889      |      |
| Heimsuchungskloster Kapelle, Klostergebäude, Kreuzgang, Treppe, Fassade, Dach |              | 35 rue Paul-Saien (Lage)             | PA00081829    | Classé         | 1988      |      |
| Couvent des Religieuses-de-Notre-Dame Innendekoration, Tür                    |              | 1 rue des Ortolans (Lage)            | PA84000032    | Inscrit Classé | 1949 2003 |      |
| Ste-Praxède Krankenzimmer, Treppe                                             |              | 4 rue Petite-Calade (Lage)           | PA00081827    | Inscrit        | 1949      |      |
| St-Véran Kapelle                                                              |              | 7 route de Morières (Lage)           | PA00081828    | Classé         | 1977      |      |

### Kollegiatstifte
| Bezeichnung                                                               | Beschreibung | Standort                          | Kennzeichnung | Schutzstatus | Datum     | Bild |
| ------------------------------------------------------------------------- | ------------ | --------------------------------- | ------------- | ------------ | --------- | ---- |
| Kollegiatstift St-Agricol Kirchenvorplatz, Treppe                         |              | Rue Saint-Agricol (Lage)          | PA00081831    | Classé       | 1980      |      |
| Kollegiatstift St-Didier                                                  |              | 3 place Saint-Didier (Lage)       | PA00081832    | Classé       | 1983      |      |
| Kollegiatstift St-Nicolas und Kapelle Notre-Dame-des-Fours Hof, Kreuzgang |              | 17 rue du Collège-d’Annecy (Lage) | PA00081824    | Inscrit      | 1949 1997 |      |
| Kollegiatstift St-Pierre                                                  |              | (Lage)                            | PA00081834    | Classé       | 1840      |      |

### Kapellen
| Bezeichnung                                         | Beschreibung | Standort                       | Kennzeichnung | Schutzstatus | Datum | Bild |
| --------------------------------------------------- | ------------ | ------------------------------ | ------------- | ------------ | ----- | ---- |
| Chapelle des Cordeliers mit Turm Apsiskapelle, Turm |              | Rue des Teinturiers (Lage)     | PA00081950    | Inscrit      | 1932  |      |
| Kapelle des Fleischgewordenen Wortes Fassade        |              | 27 rue des Lices (Lage)        | PA00081822    | Inscrit      | 1932  |      |
| Notre-Dame-des-Miracles                             |              | 13 rue Velouterie (Lage)       | PA00081823    | Inscrit      | 1948  |      |
| Oratorianerkapelle                                  |              | Rue Joseph-Vernet (Lage)       | PA00081816    | Classé       | 1912  |      |
| Kapelle der Schwarzen Bußbruderschaft               |              | 54 rue de la banasterie (Lage) | PA00081817    | Classé       | 1906  |      |
| St-Charles Sakristei                                |              | (Lage)                         | PA00081820    | Classé       | 1965  |      |
| Ste-Catherine                                       |              | Rue Sainte-Catherine (Lage)    | PA00081819    | Inscrit      | 1974  |      |
| Ste-Garde                                           |              | (Lage)                         | PA00081821    | Inscrit      | 1949  |      |
| Templerkapelle Saal                                 |              | 23 rue Saint-Agricol (Lage)    | PA00081860    | Classé       | 2000  |      |
| Kapelle der Violetten Bußbruderschaft Fassade       |              | Place du Grand-Paradis (Lage)  | PA00081818    | Inscrit      | 1966  |      |

### Andere religiöse Gebäude
| Bezeichnung              | Beschreibung | Standort                  | Kennzeichnung | Schutzstatus | Datum | Bild |
| ------------------------ | ------------ | ------------------------- | ------------- | ------------ | ----- | ---- |
| Jesuitennoviziat         |              | (Lage)                    | PA00081940    | Inscrit      | 1950  |      |
| Synagoge Innendekoration |              | Place de Jérusalem (Lage) | PA00081947    | Classé       | 1990  |      |

## Öffentliche Funktionsbauten
| Bezeichnung                                                                                    | Beschreibung | Standort                       | Kennzeichnung | Schutzstatus   | Datum          | Bild |
| ---------------------------------------------------------------------------------------------- | ------------ | ------------------------------ | ------------- | -------------- | -------------- | ---- |
| Académie de Vaucluse                                                                           |              | 5 rue Galante (Lage)           | PA00081875    | Classé         | 1984           |      |
| Aumône générale Fassade, Dach                                                                  |              | 21bis rue des Lices (Lage)     | PA00081813    | Inscrit        | 1956           |      |
| Badehaus Pommer Badezimmer                                                                     |              | 68 rue Philonarde (Lage)       | PA00082218    | Classé         | 1992           |      |
| Ehemaliges Komödientheater                                                                     |              | Place Crillon (Lage)           | PA00081890    | Classé         | 1931           |      |
| Hôtel de Ville Belfried, Turm, Treppe, Fassade, Dach, Innendekoration                          |              | Place de l’Horloge (Lage)      | PA00081880    | Classé Inscrit | 1862 1975      |      |
| Krankenhaus Ste-Marthe Kapelle, Garten, Treppe, Vorhalle, Fassade, Balustrade, Baum            |              | 34 boulevard Limbert (Lage)    | PA00081837    | Inscrit        | 1927 1951 1988 |      |
| Landwirtschaftliche Hochschule François-Pétrarque                                              |              | Montfavet R.N. 7 (Lage)        | PA00082214    | Inscrit        | 1989           |      |
| Lycée Kapelle                                                                                  |              | 27 rue de la République (Lage) | PA00081918    | Classé         | 1928           |      |
| Lycée Frédéric-Mistral Arkade                                                                  |              | Rue Frédéric-Mistral (Lage)    | PA00081917    | Inscrit        | 1932           |      |
| Münzstätte Fassade                                                                             |              | 9 place du Palais (Lage)       | PA00081864    | Classé         | 1862           |      |
| Musée Calvet Hof, Garten, Boden, Gebäude                                                       |              | 65 rue Joseph-Vernet (Lage)    | PA00081881    | Classé         | 1963           |      |
| Musée du Petit Palais Keller, Kapelle, Platz, Garten, Refektorium, Einfriedung, Küche, Fassade |              | Place du Palais (Lage)         | PA00081945    | Classé         | 1910 1992      |      |
| Opernhaus Bühne, Treppe, Vorhalle, Fassade, Dach                                               |              | Place de l’Horloge (Lage)      | PA00081948    | Inscrit        | 1988           |      |
| Pont Saint-Bénézet Kapelle St-Bénézet, Brücke                                                  |              | 29 quai de la Ligne (Lage)     | PA00081815    | Classé         | 1840           |      |
| Vizeverwaltung Gebäude                                                                         |              | 10 rue de Mons (Lage)          | PA00081956    | Classé         | 1986           |      |

## Geschäfts- und Wirtschaftsgebäude
| Bezeichnung                         | Beschreibung | Standort                             | Kennzeichnung | Schutzstatus | Datum          | Bild |
| ----------------------------------- | ------------ | ------------------------------------ | ------------- | ------------ | -------------- | ---- |
| Bar du Centre Saal, Innendekoration |              | 26 rue du Portail-Matheron (Lage)    | PA00082217    | Inscrit      | 1991           |      |
| Marché de Franque Laden, Dach       |              | 22 rue du Vieux-Sextier (Lage)       | PA00081939    | Inscrit      | 1989 1991 1992 |      |
| Salzspeicher                        |              | 4 rue du Rempart-Saint-Lazare (Lage) | PA00081836    | Classé       | 1984           |      |

## Türme
| Bezeichnung                                    | Beschreibung | Standort                                     | Kennzeichnung | Schutzstatus | Datum | Bild |
| ---------------------------------------------- | ------------ | -------------------------------------------- | ------------- | ------------ | ----- | ---- |
| Augustinerturm Turm                            |              | 16 rue Carreterie (Lage)                     | PA00081949    | Classé       | 1912  |      |
| Magdalenenturm Turm                            |              | 28 rue Petite-Fusterie (Lage)                | PA00081952    | Inscrit      | 1974  |      |
| Salzturm Turm, Vorhalle, Treppe                |              | 25 rue carnot (Lage)                         | PA00081954    | Inscrit      | 1988  |      |
| Spanischer Turm Turm                           |              | Montfavet (Lage)                             | PA00081951    | Inscrit      | 1953  |      |
| Tour de Mirault und Häuser Turm, Fassade, Dach |              | 11-13-13bis place du Palais-d’Avignon (Lage) | PA00081926    | Inscrit      | 1927  |      |
| Tour Saint-Jean-le-Vieux Turm                  |              | Place Pie (Lage)                             | PA00081953    | Classé       | 1909  |      |
| Turm                                           |              | 28 quai de la Ligne (Lage)                   | PA00081955    | Inscrit      | 1934  |      |

## Wohnbauten

### Paläste
| Bezeichnung                                                                            | Beschreibung | Standort                       | Kennzeichnung | Schutzstatus | Datum | Bild |
| -------------------------------------------------------------------------------------- | ------------ | ------------------------------ | ------------- | ------------ | ----- | ---- |
| Palais du Roure                                                                        |              | Rue du Collège-du-Roure (Lage) | PA00081942    | Classé       | 1941  |      |
| Papstpalast Klostergebäude, Kreuzgang, Kapelle, Galerie, Fassade, Dach, Boden, Eingang |              | 2 place du Palais (Lage)       | PA00081941    | Classé       | 1840  |      |

### Kardinalslivrées
| Bezeichnung                          | Beschreibung | Standort                            | Kennzeichnung | Schutzstatus   | Datum     | Bild |
| ------------------------------------ | ------------ | ----------------------------------- | ------------- | -------------- | --------- | ---- |
| Livrée Ceccano Turm                  |              | Place Saint-Didier (Lage)           | PA00081915    | Classé         | 1966      |      |
| Livrée de Viviers Schulgebäude, Dach |              | 5 rue du Collège-de-la-Croix (Lage) | PA00081916    | Inscrit Classé | 1975 1985 |      |

### Hôtels particuliers (Stadthäuser)
| Bezeichnung | Beschreibung | Standort                            | Kennzeichnung | Schutzstatus          | Datum          | Bild |
| --- | ------------ | ----------------------------------- | ------------- | --------------------- | -------------- | ---- |
| Hôtel Fassade, Dach |              | 4 rue Violette (Lage)               | PA00081882    | Inscrit               | 1949           |      |
| Hôtel Adhémar de Cransac Hof, Treppe, Salon, Treppengeländer, Innendekoration                                                        |              | 13 rue Banasterie (Lage)            | PA00081838    | Classé                | 1983           |      |
| Hôtel Armand Garten, Vorhalle, Treppe, Salon, Fassade, Treppengeländer, Dach, Innendekoration, Boden                                 |              | 6 impasse de l’Oratoire (Lage)      | PA00081839    | Inscrit               | 1989           |      |
| Hôtel de la Bastide Fassade |              | 16 allée des Trois-Pilats (Lage)    | PA00081841    | Inscrit               | 1932           |      |
| Hôtel de Beaumont de Teste Brunnen, Hof, Garten, Treppe, Salon, Mosaikfußboden, Treppengeländer, Boden, Innendekoration, Mauer       |              | 11 rue de la Croix (Lage)           | PA00081840    | Classé                | 1992           |      |
| Hôtel Bernard de Rascas |              | 40 rue des Marchands (Lage)         | PA00081842    | Classé                | 1967           |      |
| Hôtel Berton des Balbes de Crillon Hof, Treppe, Fassade, Dach                                                                        |              | Rue du Roi-René (Lage)              | PA00081848    | Classé Inscrit Classé | 1915 1932 1951 |      |
| Hôtel de Blanchetti Hof, Boden |              | 3 rue de la Croix (Lage)            | PA00081843    | Classé                | 1984           |      |
| Hôtel de Brancas Treppe, Salon, Fassade, Innendekoration                                                                             |              | 7 rue Félix-Gras (Lage)             | PA00081871    | Inscrit               | 1932           |      |
| Hôtel de Brantes Fassade |              | 2 rue Petite-Fusterie (Lage)        | PA00081844    | Inscrit               | 1932           |      |
| Hôtel Calvet de la Palun Dach |              | 3 place du Palais (Lage)            | PA00081924    | Classé                | 1927           |      |
| Hôtel de Caumont Hof, Garten, Boden                                                                                                  |              | 5 rue violette (Lage)               | PA00081845    | Classé                | 1964           |      |
| Hôtel de Chanciergues Fassade, Dach                                                                                                  |              | 25 rue de la Petite-Fusterie (Lage) | PA00081846    | Inscrit               | 1949           |      |
| Hôtel Charavin Vorhalle, Treppe |              | Plan de Lunel (Lage)                | PA00081847    | Inscrit               | 1932           |      |
| Hôtel de la Croix-Blanche Fassade, Eingang                                                                                           |              | Rue Carreterie (Lage)               | PA00081850    | Inscrit               | 1932           |      |
| Hôtel Desmarets de Mondevergues Balkon, Fenster, Fassade                                                                             |              | 1 place de la Préfecture (Lage)     | PA00081851    | Inscrit               | 1932           |      |
| Hôtel de l’Espine Dach |              | 35 rue Joseph-Vernet (Lage)         | PA00081852    | Inscrit               | 1956           |      |
| Hôtel de Félix Fassade, Dach |              | 52 rue de la Bonneterie (Lage)      | PA00081853    | Inscrit               | 1929           |      |
| Hôtel Fonduty de Malijac Treppe, Fassade, Treppengeländer, Dach                                                                      |              | 19 rue Petite-Fusterie (Lage)       | PA00081877    | Inscrit               | 1983           |      |
| Hôtel Forbin de Sainte-Croix Platz, Garten, Treppe, Fassade, Stützmauer, Innendekoration                                             |              | 2 place de la Préfecture (Lage)     | PA00081854    | Inscrit               | 1932           |      |
| Hôtel Fortia de Montréal Fassade, Dach                                                                                               |              | 10 rue du Roi-René (Lage)           | PA00081855    | Classé                | 1954           |      |
| Hôtel de Galéans des Issarts Hof, Orangerie, Garten, Boden                                                                           |              | 38 rue de la Banasterie (Lage)      | PA00081856    | Classé                | 1986           |      |
| Hôtel Geoffroy Terrasse, Garten, Hof, Einfriedung, Haus, Treppe, Galerie, Vorhalle, Salon, Fassade, Dach, Boden, Innendekoration     |              | 13 rue Victor-Hugo (Lage)           | PA00081857    | Classé                | 1992           |      |
| Hôtel Jean de Sudre Garten, Schacht                                                                                                  |              | 2 rue du Puits-de-la-Reille (Lage)  | PA00081931    | Classé                | 1928           |      |
| Hôtel des Laurens Treppe, Fassade, Treppengeländer                                                                                   |              | Plan de Lunel (Lage)                | PA00081858    | Inscrit               | 1949           |      |
| Hôtel Le-Gras Speisesaal, Innendekoration, Statue                                                                                    |              | 10 rue Petite-Saunerie (Lage)       | PA00081859    | Inscrit               | 1932           |      |
| Hôtel de Luynes Hof, Garten, Treppe, Fassade                                                                                         |              | 14 rue des Trois-Faucons (Lage)     | PA00081861    | Inscrit               | 1932           |      |
| Hôtel Madon de Châteaublanc Hof, Treppe, Vorhalle, Salon, Fassade, Treppengeländer, Dach, Innendekoration                            |              | 13 rue Banasterie (Lage)            | PA00081862    | Inscrit Classé        | 1932 1983      |      |
| Hôtel de Monery Innendekoration |              | 21 rue Petite-Fusterie (Lage)       | PA00081863    | Classé                | 1989           |      |
| Hôtel de Montaigu Innendekoration |              | 37 rue du Four-de-la-Terre (Lage)   | PA00081865    | Classé                | 1965           |      |
| Hôtel de Montfaucon |              | 7 rue violette (Lage)               | PA00081866    | Inscrit               | 1931           |      |
| Hôtel Pamard |              | 4 place de la Mirande (Lage)        | PA00081867    | Inscrit               | 1927           |      |
| Hôtel Peilhon de Faret Fassade, Dach, Innendekoration                                                                                |              | 4 rue de Rappe (Lage)               | PA00081868    | Inscrit               | 1932 1988      |      |
| Hôtel de Raoulx Treppe, Fassade, Dach                                                                                                |              | 35 rue Bonneterie (Lage)            | PA00081869    | Inscrit               | 1932           |      |
| Hôtel de Raousset-Boulbon Brunnen, Hof                                                                                               |              | 33 rue Joseph-Vernet (Lage)         | PA00081870    | Inscrit               | 1949           |      |
| Hôtel de Ratta Hof, Durchfahrt, Portal, Innendekoration                                                                              |              | 19bis rue Saint-Agricol (Lage)      | PA00132746    | Inscrit               | 1994           |      |
| Hôtel de Rochegude Balkon, Fassade                                                                                                   |              | 6 rue des Trois-Faucons (Lage)      | PA00081872    | Inscrit               | 1932           |      |
| Hôtel de Sade Fassade |              | 4 rue Dorée (Lage)                  | PA00081873    | Inscrit               | 1932           |      |
| Hôtel de Salvador Treppe, Fassade, Hof, Portal, Galerie                                                                              |              | 19 rue du Roi-René (Lage)           | PA00081874    | Inscrit               | 1932 1998      |      |
| Hôtel des Taillades Durchfahrt, Gewölbe, Fassade                                                                                     |              | 58 rue Joseph-Vernet (Lage)         | PA00081876    | Inscrit               | 1932           |      |
| Hôtel de Valabrègue Hof, Garten, Einfriedung, Portal, Vorhalle, Treppe, Salon, Fassade, Mosaikfußboden, Dach, Boden, Innendekoration |              | 4 rue de la Croix (Lage)            | PA00081878    | Inscrit               | 1989           |      |
| Hôtel de Verclos Fassade, Dach |              | 4 place Principale (Lage)           | PA00081879    | Inscrit               | 1949           |      |

### Domänen
| Bezeichnung | Beschreibung | Standort                             | Kennzeichnung | Schutzstatus | Datum | Bild |
| --- | ------------ | ------------------------------------ | ------------- | ------------ | ----- | ---- |
| Domaine de Bouchony Garten, Hof, hydraulische Anlage, Nebengebäude, Scheune, Schöpfrad                                         |              | Île de la Barthelasse (Lage)         | PA84000009    | Inscrit      | 1997  |      |
| Domaine de la Durette Nebengebäude, Kapelle, Spazierpark, Hof, Einfriedung, Portal, Fassade                                    |              | 1790 route de Marseille (Lage)       | PA84000002    | Inscrit      | 1996  |      |
| Domaine de la Grande Castelette Salon, Kapelle, Terrasse, Hof, Portal, Haus, Platanenallee, Fassade, Innendekoration           |              | Route de Marseille (Lage)            | PA84000003    | Inscrit      | 1996  |      |
| Domaine de Montcaillou Haus, Park, Platanenallee                                                                               |              | Montfavet Clos des Voulongues (Lage) | PA84000004    | Inscrit      | 1996  |      |
| Domaine de la Queyrelle Haus, Garten, Platanenallee, Vorhalle, Portal, Salon, Speisesaal, Treppe, Treppengeländer, Einfriedung |              | 1158 route de Marseille (Lage)       | PA84000005    | Inscrit      | 1996  |      |

### Gebäude
| Bezeichnung                                                                    | Beschreibung | Standort                            | Kennzeichnung | Schutzstatus   | Datum     | Bild |
| ------------------------------------------------------------------------------ | ------------ | ----------------------------------- | ------------- | -------------- | --------- | ---- |
| Gebäude Fassade, Dach                                                          |              | Rue de la Balance (Lage)            | PA00081885    | Inscrit        | 1947      |      |
| Gebäude Nische, Fassade, Dach, Statue                                          |              | Rue de la Balance (Lage)            | PA00081884    | Inscrit        | 1942      |      |
| Gebäude Fassade, Dach                                                          |              | Rue de la Balance (Lage)            | PA00081883    | Inscrit        | 1942      |      |
| Gebäude Fassade, Dach                                                          |              | Rue de la Balance (Lage)            | PA00081886    | Inscrit        | 1942      |      |
| Gebäude Torbau, Treppe, Salon, Fassade, Treppengeländer, Dach, Innendekoration |              | 54 rue de la Bonneterie (Lage)      | PA00081887    | Inscrit        | 1976      |      |
| Gebäude Fassade, Dach                                                          |              | Boulevard Saint-Lazare (Lage)       | PA00081913    | Inscrit        | 1934      |      |
| Gebäude Treppe, Salon, Fassade, Treppengeländer, Innendekoration, Dach         |              | 16 rue de la Bouquerie (Lage)       | PA00081888    | Classé Inscrit | 1977      |      |
| Gebäude Vorhalle, Innendekoration                                              |              | 2 rue Dorée (Lage)                  | PA00081891    | Inscrit        | 1977      |      |
| Gebäude Tür                                                                    |              | 7 rue Dorée (Lage)                  | PA00081889    | Inscrit        | 1949      |      |
| Gebäude Fassade                                                                |              | 52 rue des Fourbisseurs (Lage)      | PA00081892    | Inscrit        | 1949      |      |
| Gebäude Fassade, Dach                                                          |              | 3 quai de la Ligne (Lage)           | PA00081893    | Inscrit        | 1934      |      |
| Gebäude Fassade, Dach                                                          |              | 4-5 quai de la Ligne (Lage)         | PA00081894    | Inscrit        | 1934      |      |
| Gebäude Fassade, Dach                                                          |              | 6 quai de la Ligne (Lage)           | PA00081895    | Inscrit        | 1934      |      |
| Gebäude Fassade, Dach                                                          |              | 7-8 quai de la Ligne (Lage)         | PA00081896    | Inscrit        | 1934      |      |
| Gebäude Fassade, Dach                                                          |              | 9-10 quai de la Ligne (Lage)        | PA00081897    | Inscrit        | 1934      |      |
| Gebäude Fassade, Dach                                                          |              | 11-12 quai de la Ligne (Lage)       | PA00081898    | Inscrit        | 1934      |      |
| Gebäude Fassade, Dach                                                          |              | 13-14 quai de la Ligne (Lage)       | PA00081899    | Inscrit        | 1934      |      |
| Gebäude Fassade, Dach                                                          |              | 15 quai de la Ligne (Lage)          | PA00081900    | Inscrit        | 1934      |      |
| Gebäude Fassade, Dach                                                          |              | 16 quai de la Ligne (Lage)          | PA00081901    | Inscrit        | 1934      |      |
| Gebäude Fassade, Dach                                                          |              | 17 quai de la Ligne (Lage)          | PA00081902    | Inscrit        | 1934      |      |
| Gebäude Fassade, Dach                                                          |              | 18 quai de la Ligne (Lage)          | PA00081903    | Inscrit        | 1934      |      |
| Gebäude Fassade, Dach                                                          |              | 23 quai de la Ligne (Lage)          | PA00081904    | Inscrit        | 1934      |      |
| Gebäude Fassade, Dach                                                          |              | 24 quai de la Ligne (Lage)          | PA00081905    | Inscrit        | 1934      |      |
| Gebäude Fassade, Dach                                                          |              | 26 quai de la Ligne (Lage)          | PA00081906    | Inscrit        | 1934      |      |
| Gebäude Laden, Schaufenster, Fassade, Innendekoration                          |              | 20 rue des Marchands (Lage)         | PA00082219    | Inscrit Classé | 1991 1995 |      |
| Gebäude Fassade, Dach                                                          |              | 10 rue de la Petite-Fusterie (Lage) | PA00081909    | Inscrit        | 1966      |      |
| Gebäude Fassade, Dach                                                          |              | 2 place Principale (Lage)           | PA00081910    | Inscrit        | 1949      |      |
| Gebäude Tür                                                                    |              | 8 rue de la Rappe (Lage)            | PA00081911    | Inscrit        | 1949      |      |
| Gebäude Fassade, Dach                                                          |              | 9-11 boulevard Saint-Lazare (Lage)  | PA00081914    | Inscrit        | 1934      |      |

### Häuser
| Bezeichnung                                 | Beschreibung | Standort                               | Kennzeichnung | Schutzstatus | Datum | Bild |
| ------------------------------------------- | ------------ | -------------------------------------- | ------------- | ------------ | ----- | ---- |
| Haus Nische, Statue                         |              | 11 rue Banasterie (Lage)               | PA00081919    | Inscrit      | 1932  |      |
| Haus Fassade                                |              | 40 place des Corps-Saints (Lage)       | PA00081920    | Inscrit      | 1949  |      |
| Haus Arkade                                 |              | 1-3 rue Favart (Lage)                  | PA00082226    | Inscrit      | 1992  |      |
| Haus Fenster                                |              | 29 rue Grande-Fusterie (Lage)          | PA00081921    | Inscrit      | 1932  |      |
| Haus Fassade, Dach                          |              | 5-7 place du Palais-d’Avignon (Lage)   | PA00081925    | Inscrit      | 1927  |      |
| Haus Fassade, Dach                          |              | 15 place du Palais-d’Avignon (Lage)    | PA00081927    | Inscrit      | 1927  |      |
| Haus Fassade, Dach                          |              | 17-19 place du Palais-d’Avignon (Lage) | PA00081928    | Inscrit      | 1927  |      |
| Haus Fassade, Dach                          |              | 21 place du Palais-d’Avignon (Lage)    | PA00081929    | Inscrit      | 1927  |      |
| Haus Fassade, Dach                          |              | 8 rue Pente-Rapide-d’Avignon (Lage)    | PA00081930    | Inscrit      | 1927  |      |
| Haus Nische, Statue, Mauer, Laterne         |              | 1 place Saint-Didier (Lage)            | PA00081932    | Inscrit      | 1949  |      |
| Haus Fassade, Schild                        |              | Place Saint-Joseph (Lage)              | PA00081936    | Inscrit      | 1932  |      |
| Haus Fassade, Dach                          |              | 26 rue des Teinturiers (Lage)          | PA00081937    | Inscrit      | 1927  |      |
| Haus Fassade, Dach                          |              | 4 rue Vieille-Juiverie (Lage)          | PA00081938    | Inscrit      | 1927  |      |
| Kartäuserhaus Haus, Dach                    |              | 17 rue du Linas (Lage)                 | PA00081907    | Inscrit      | 1982  |      |
| Maison Casal Turm                           |              | 6 rue Joseph-Vernet (Lage)             | PA00081922    | Inscrit      | 1949  |      |
| Maison Jean-Vilar Hof, Garten, Tür, Fassade |              | Rue Mons (Lage)                        | PA00081849    | Inscrit      | 1972  |      |
| Maison de la Petite Lanterne Fassade, Dach  |              | 64 rue Joseph-Vernet (Lage)            | PA00081923    | Inscrit      | 1932  |      |
| Maison de la Reine Jeanne Fassade           |              | 22 rue Saint-Étienne (Lage)            | PA00081933    | Inscrit      | 1927  |      |
| Maison de la Reine Jeanne Fassade           |              | 24 rue Saint-Étienne (Lage)            | PA00081934    | Inscrit      | 1927  |      |
| Maison de la Reine Jeanne Fassade           |              | 24bis rue Saint-Étienne (Lage)         | PA00081935    | Inscrit      | 1927  |      |
| Maison du Roi René Haus, Innendekoration    |              | 11 rue du Roi-René (Lage)              | PA00081912    | Classé       | 1975  |      |

## Antike Bauwerke
| Bezeichnung              | Beschreibung | Standort                    | Kennzeichnung | Schutzstatus | Datum | Bild |
| ------------------------ | ------------ | --------------------------- | ------------- | ------------ | ----- | ---- |
| Antike Ruinen Stützmauer |              | 4 rue Félicien-David (Lage) | PA00081946    | Classé       | 1978  |      |
| Römische Arkaden Arkaden |              | Rue Peyrollerie (Lage)      | PA00081812    | Classé       | 1978  |      |

## Liste der Objekte
- Monuments historiques (Objekte, z. B. Gemälde, Skulpturen, Altäre etc.) in Avignon in der Base Palissy des französischen Kultusministeriums